# Per Gunnar Berlin
Per Gunnar Berlin (né le 1er août 1921 et mort le 22 décembre 2011) est un lutteur suédois spécialiste de la lutte gréco-romaine et de la lutte libre. Il participe aux Jeux olympiques d'été de 1952 en lutte libre et remporte la médaille d'argent. Puis, il participe aux Jeux olympiques d'été de 1956 dans la catégorie des poids mi-moyens (67-73 kg). Il y remporte la médaille de bronze.

## Palmarès

### Jeux olympiques
- Jeux olympiques de 1952 à Helsinki,  Finlande
  -  Médaille d'argent.
- Jeux olympiques de 1956 à Melbourne,  Australie
  -  Médaille de bronze.